# Хомяков, Александр Петрович

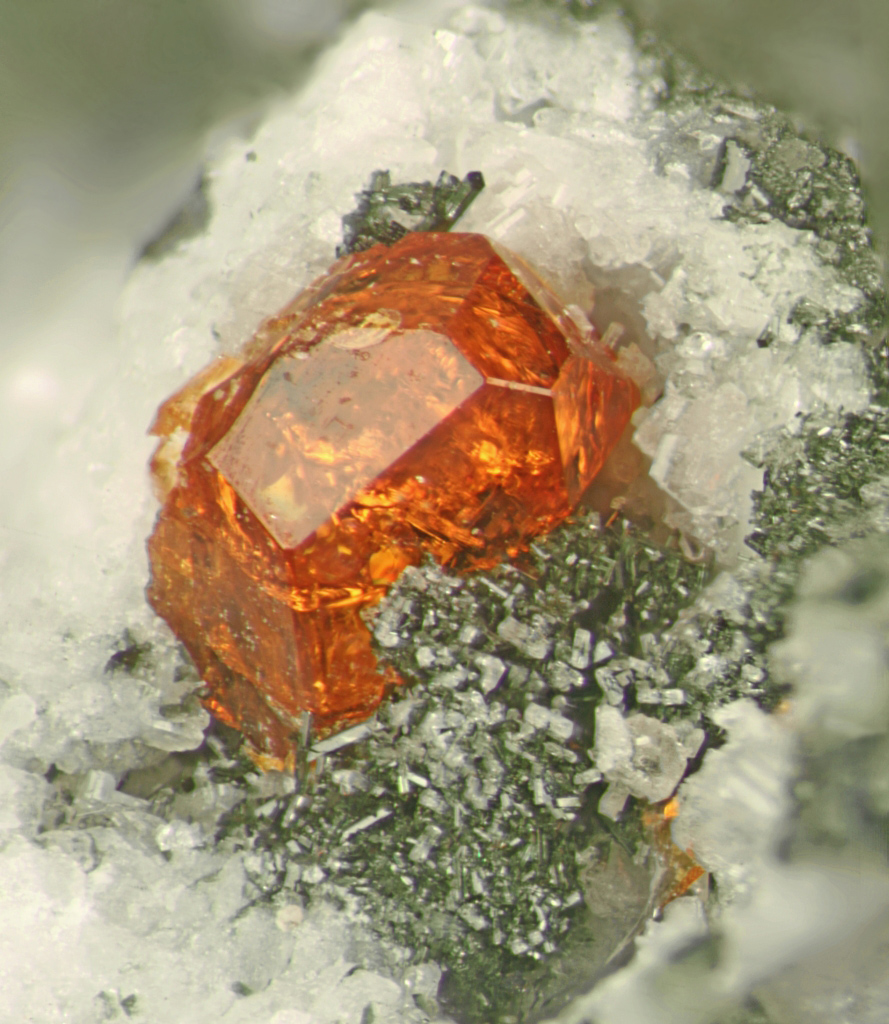
Минерал хомяковит

Александр Петрович Хомяков (2 апреля 1933, Москва — 12 октября 2012, Москва) — российский геолог, доктор геолого-минералогических наук; лауреат премии им. А. Е. Ферсмана РАН (1988), заслуженный геолог Российской Федерации.

## Биография
Родился в Москве 2 апреля 1933 года. В 1957 году с отличием окончил Московский геологоразведочный институт.
С 1957 года работал в Институте минералогии, геохимии и кристаллографии редких элементов РАН: старший лаборант, младший научный сотрудник (с 1958), старший научный сотрудник (с 1976); с 1989 года — ведущий научный сотрудник.
Умер 12 октября 2012 года.

## Научная деятельность
В 1967 году защитил кандидатскую, в 1986 — докторскую диссертацию.
Основные направления исследований:
- теория минералогии;
- минералогия супергигантских редкометалльных хибинских и ловозерских месторождений с особо сложным минеральным составом;
- описательная, генетическая, систематическая, структурная и технологическая минералогия.

Исследовал редкометалльные месторождения, связанные со щелочными породами Тувы, Енисейского кряжа, Украины, Урала, Средней Азии, Прибайкалья и Якутии (1950—1960-е годы), щелочные массивы Хибино-Ловозерского комплекса (1970—1980-е годы).
Основные достижения:
- первым описал новый минерал тихоненковит (1964);
- дал первое в мировой и отечественной литературе систематизированное описание ультраагпаитовых пород;
- обосновал положение об образовании ультраагпаитовых пород в экстремальных физико-химических условиях;
- открыл в ультраагпаитах обильные скопления необычных солевых минералов (натросилит, натрит и олимпит), представляющих собой самые щелочные из встреченных в природе водорастворимые соли натрия, которые легко разлагаются при взаимодействии с атмосферной средой и поэтому не встречаются в верхних зонах массивов;
- открыл неизвестное ранее явление нахождения природных веществ в ультращелочном состоянии;
- обосновал положение об отсутствии в природе естественного предела числа минеральных видов.

Участник открытия 100 новых минералов. Дал первое систематизированное описание горных пород, резко перенасыщенных щелочными и редкими элементами. Мировой рекордсмен по личному открытию минералов в мире (77) (второй американец, 61). И второй по общему числу открытий в которых участвовал (100) против того же американца (131).
Почётный член Российского минералогического общества. Член-корреспондент Российской Академии естественных наук и Международной академии минеральных ресурсов.
В его честь названы минералы хомяковит и манганохомяковит.
Автор более 500 научных работ.

### Избранные труды
- Свешникова Е. В., Семенов Е. И., Хомяков А. П. Заангарский щелочной массив, его породы и минералы / АН СССР, Ин-т геологии рудных месторождений, петрографии, минералогии и геохимии, Ин-т минералогии, геохимии и кристаллохимии редких элементов. — М.: Наука, 1976. — 80 с.
- Хомяков А. П. Минералогия ультраагпаитовых щелочных пород / Отв. ред. Е. И. Семенов; [Ин-т минералогии, геохимии и кристаллохимии редких элементов]. — М. : Наука, 1990. — 195 с. ISBN 5-02-003242-5
- Хомяков А. П. Минералогия ультраагпаитовых пород : дис. … д-ра геол.-минер. наук : 04.00.20. — М., 1986. — 356 с.
- Хомяков А. П., Семенов Е. И. Гидротермальные месторождения фторкарбонатов редких земель. — М.: Наука, 1971. — 135 с.

## Награды
- 1988 год — Премия имени А. Е. Ферсмана РАН — за серию работ «Открытие большой группы новых минералов»[3];
- заслуженный геолог Российской Федерации[2].